# Casa Sannitica

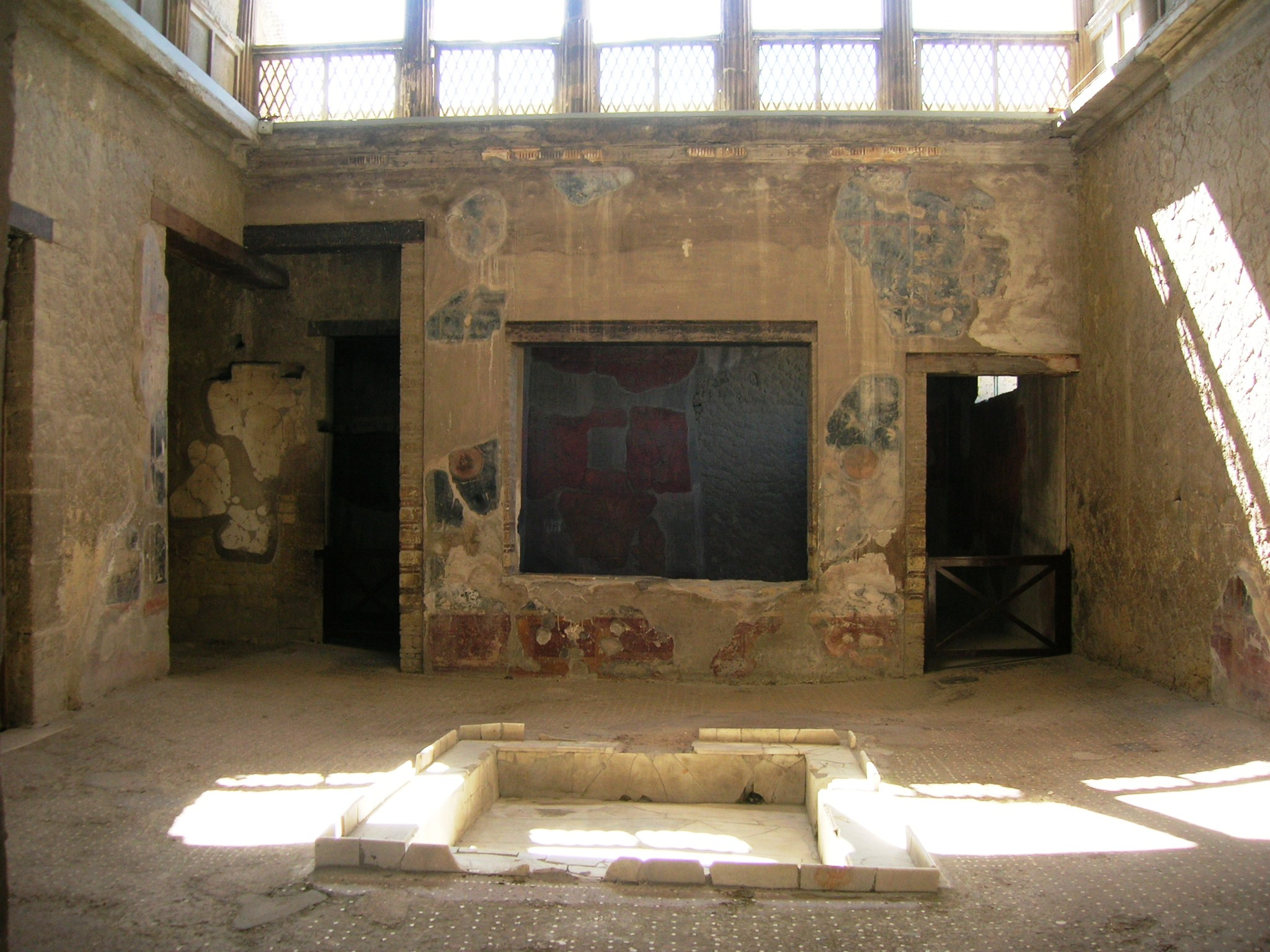
L'interno

La Casa Sannitica è una casa di epoca romana, sepolta durante l'eruzione del Vesuvio del 79 e ritrovata a seguito degli scavi archeologici dell'antica Ercolano: si tratta di una delle abitazioni più antiche della città.

## Storia e descrizione
La casa fu costruita nel II secolo a.C. ed occupava originariamente tutto il lato ovest dell'insula su cui sorgeva: durante la metà del I secolo d.C., il giardino venne ceduto alla vicina Casa del Gran Portale, mentre a seguito del terremoto di Pompei del 62, quando si resero necessari anche lavori di ristrutturazione, il piano superiore venne dato in affitto ed isolato dal resto della casa grazie ad un accesso indipendente, direttamente dalla strada; l'abitazione apparteneva probabilmente alla famiglia degli Spunes Lopi, come testimoniato da un graffito in lingua osca, ritrovato nel vestibolo. Fu sepolta quindi sotto una coltre di fango, a seguito delle colate piroclastiche, durante l'eruzione del Vesuvio del 79 e riportata alla luce all'inizio del XX secolo grazie agli scavi promossi da Amedeo Maiuri.

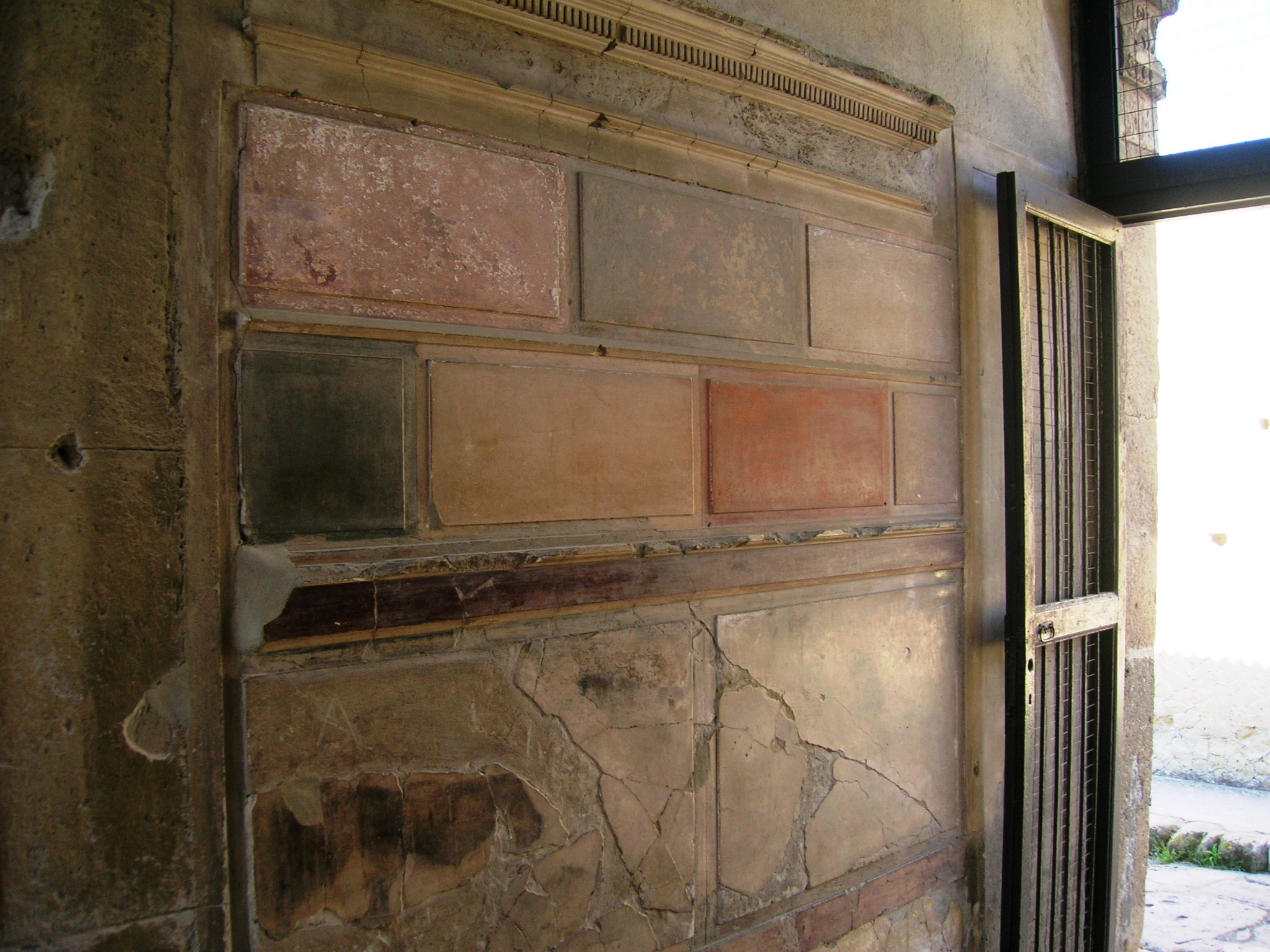
Decorazioni in primo stile nelle fauci d'ingresso

Il portale d'ingresso è caratterizzato da due colonne con capitelli in ordine corinzio, che in origine reggevano un architrave in legno; si accede quindi alle fauces, con affreschi alle pareti in primo stile che tendono ad imitare marmi policromi, mentre il soffitto è a cassettoni, decorato in secondo stile, ed il pavimento è a mosaico, realizzato a motivi geometrici. L'atrio, di tipo ellenistico, presenta un impluvium completamente rivestito in marmo, le pareti sono affrescate in quarto stile ed il pavimento è in cocciopesto con l'inserimento di tessere bianche: caratteristica è la parte superiore dell'ambiente, che aveva lo scopo di ricreare un finto piano superiore ed infatti si notano su tre lati colonnine in ordine ionico, inserite tra plutei, mentre il lato est è aperto. Intorno all'atrio si aprono poi tutti gli ambienti della casa: a destra delle fauci d'ingresso è un cubicolo, restaurato dopo il terremoto del 62 e presenta una tinteggiatura in verde con un affresco raffigurante il ratto di Europa e pavimentato con un mosaico con tessere bianche e rosse, mentre l'illuminazione è garantita mediante una piccola finestra sulla parete est; sul lato sinistro invece si trova l'oecus, che ha perso quasi del tutto le decorazioni parietali, eccetto tracce di affreschi in rosso, ma ha ben conservato il mosaico pavimentale in bianco e nero. Anche un altro cubicolo ha perso totalmente le sue decorazioni ed è caratterizzato da un muro incassato, all'interno del quale era posizionato il letto. Nella parete di fronte all'ingresso si apre un altro oecus, con pannelli affrescati in quarto stile di colore blu e nero e fregio in rosso, mentre la parte superiore, a fondo bianco, reca disegni a temi architettonici; segue poi il tablino con il caratteristico mosaico pavimentale caratterizzato al centro da una piccola piastrella in rame, dalla quale partono dei rombi che vanno a formare un rosone, per concludersi poi agli angoli con la raffigurazione di palme e delfini: anche questo ambiente presenta affreschi in quarto stile. Dall'atrio inoltre sono visibili, in una stanza, i resti della scala che conduceva al piano superiore, dove si trovano gli ambienti di soggiorno: questi sono scarni di decorazioni, tuttavia sono stati rinvenuti diversi oggetti tra cui una statua di Venere e alcuni cani, che probabilmente formavano i piedi di un tavolo; un'altra scala partiva dal marciapiede esterno e terminava sul ballatoio in legno che permetteva l'accesso agli ambienti destinati ad essere affittati.